# Jan Fyt
Jan Fyt (névváltozat: Johannes Fijt) (Antwerpen, 1611. március 15. — Antwerpen, 1661. szeptember 11.) flamand állat- és csendéletfestő.

## Élete, munkássága
Az antwerpeni iskola tagja volt, Frans Snyders tanítványa. Az állat- és a csendéletfestésben tűnt ki, gyakran híres festők, Anthony van Dyck, Jacob Jordaens, talán még Peter Paul Rubens képeire is festett állatokat, csendélet-részleteket. Alább a  galériában láthatunk egy példát arra, hogy Erasmus Quellinus II (1607–1678) Egy fiú portréja című festményére a két kutyát Jan Fyt festette.
Nagyméretű önálló kompozíciói virtuóz anyagszerűségükkel nagy népszerűségnek örvendtek, Európa számos képtárában megtalálhatók. A budapesti Szépművészeti Múzeum is két csendéletét őrzi.

## Galéria

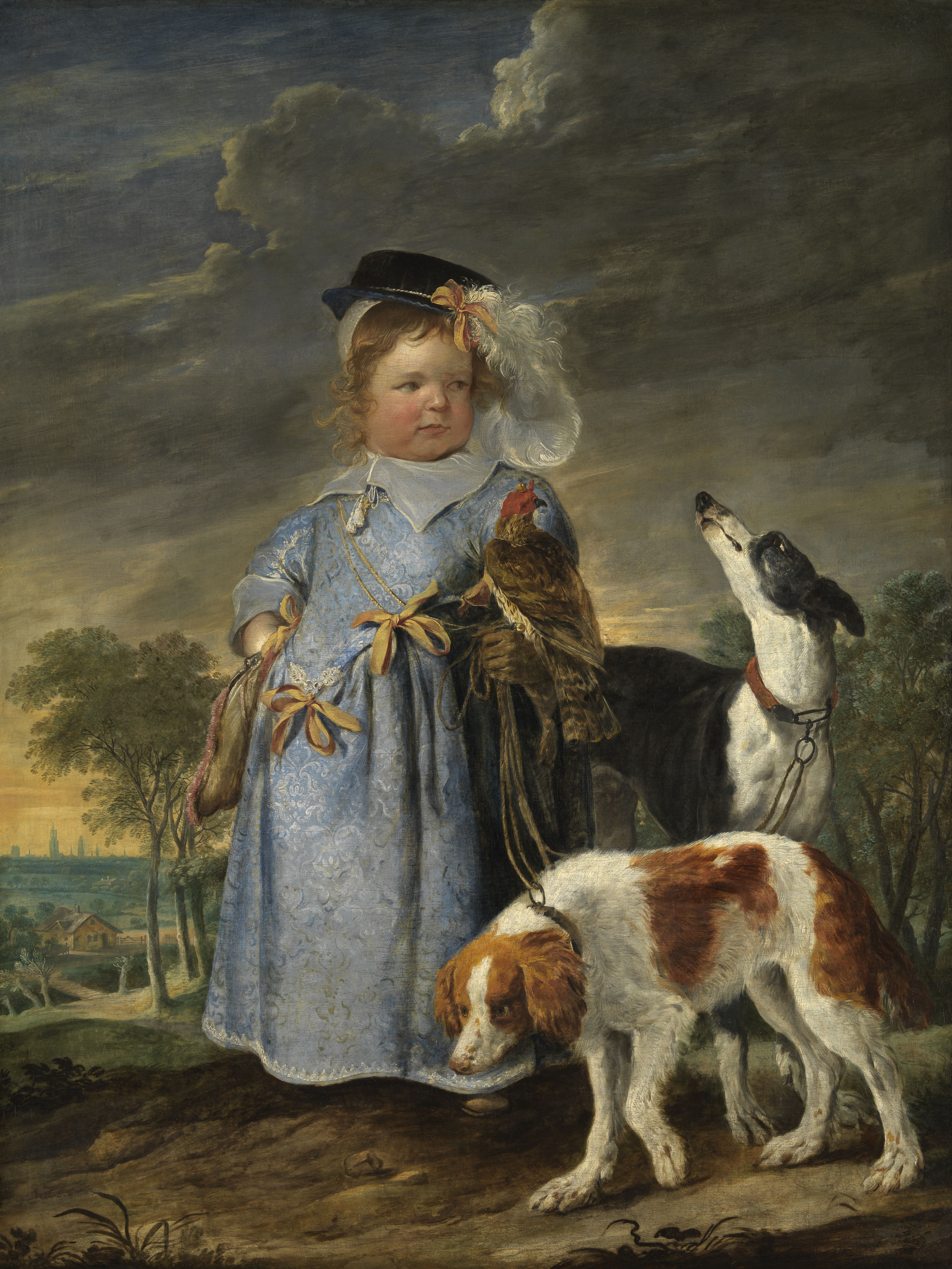
Egy fiú portréja (Erasmus Quellinus II festménye, az állatokat Jan Fyt festette; Királyi Szépművészeti Múzeum, Antwerpen)
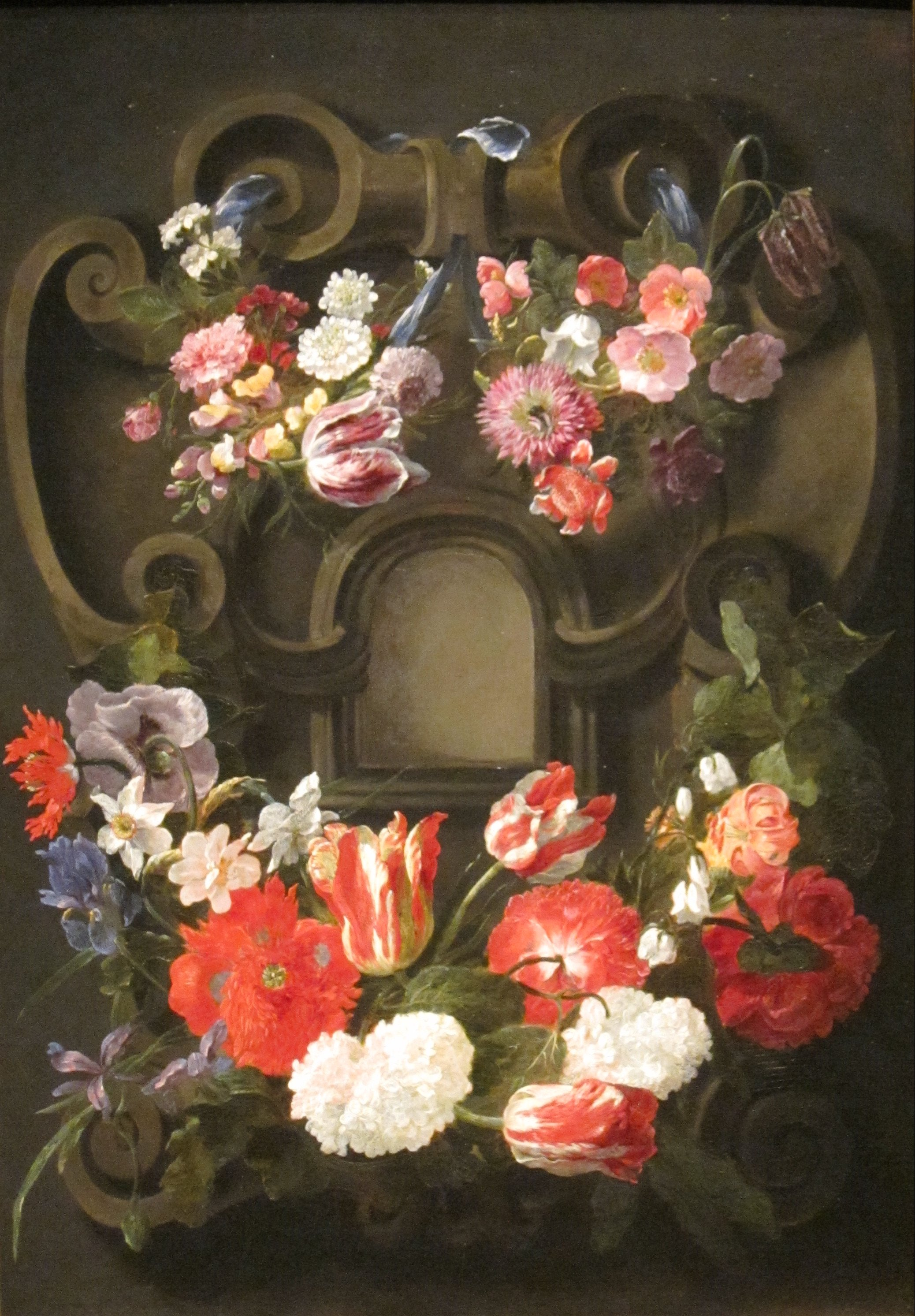
Virágcsendélet (Művészeti Múzeum, Dyton, Ohio, USA
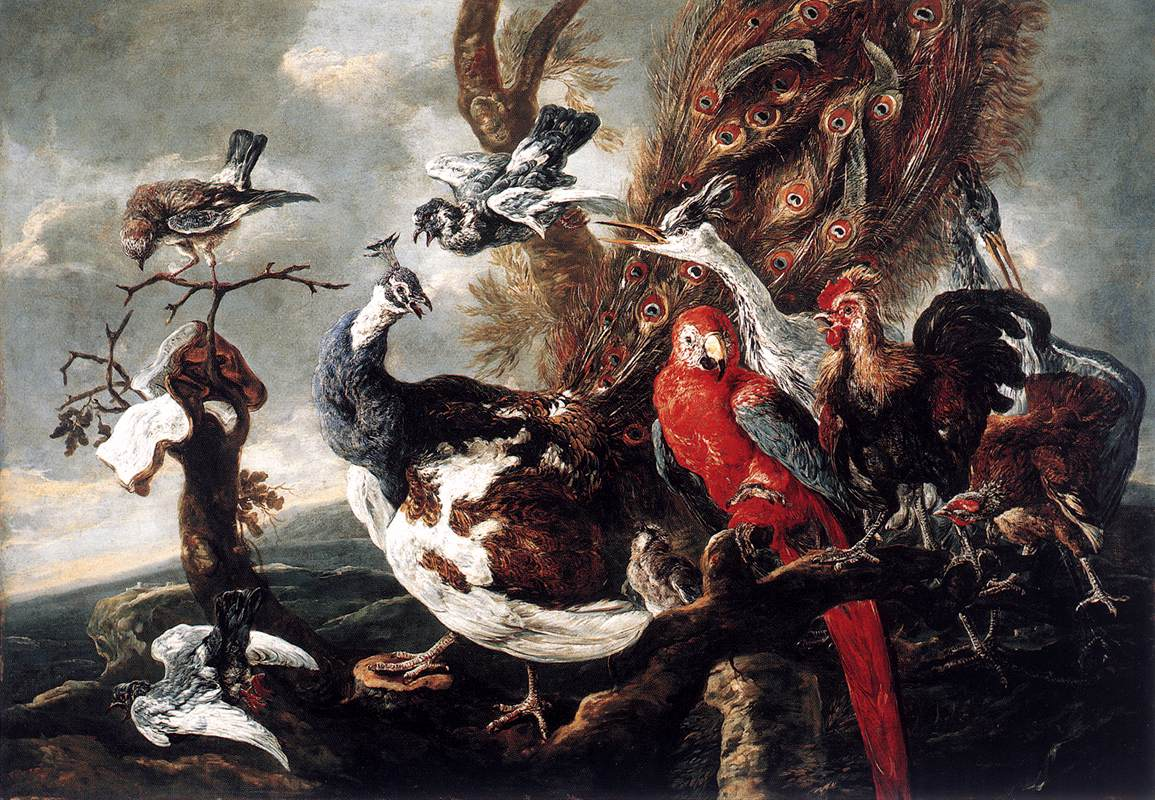
Madárkoncert (1658; Lichtenstein hercegének gyűjteménye, Vaduz)
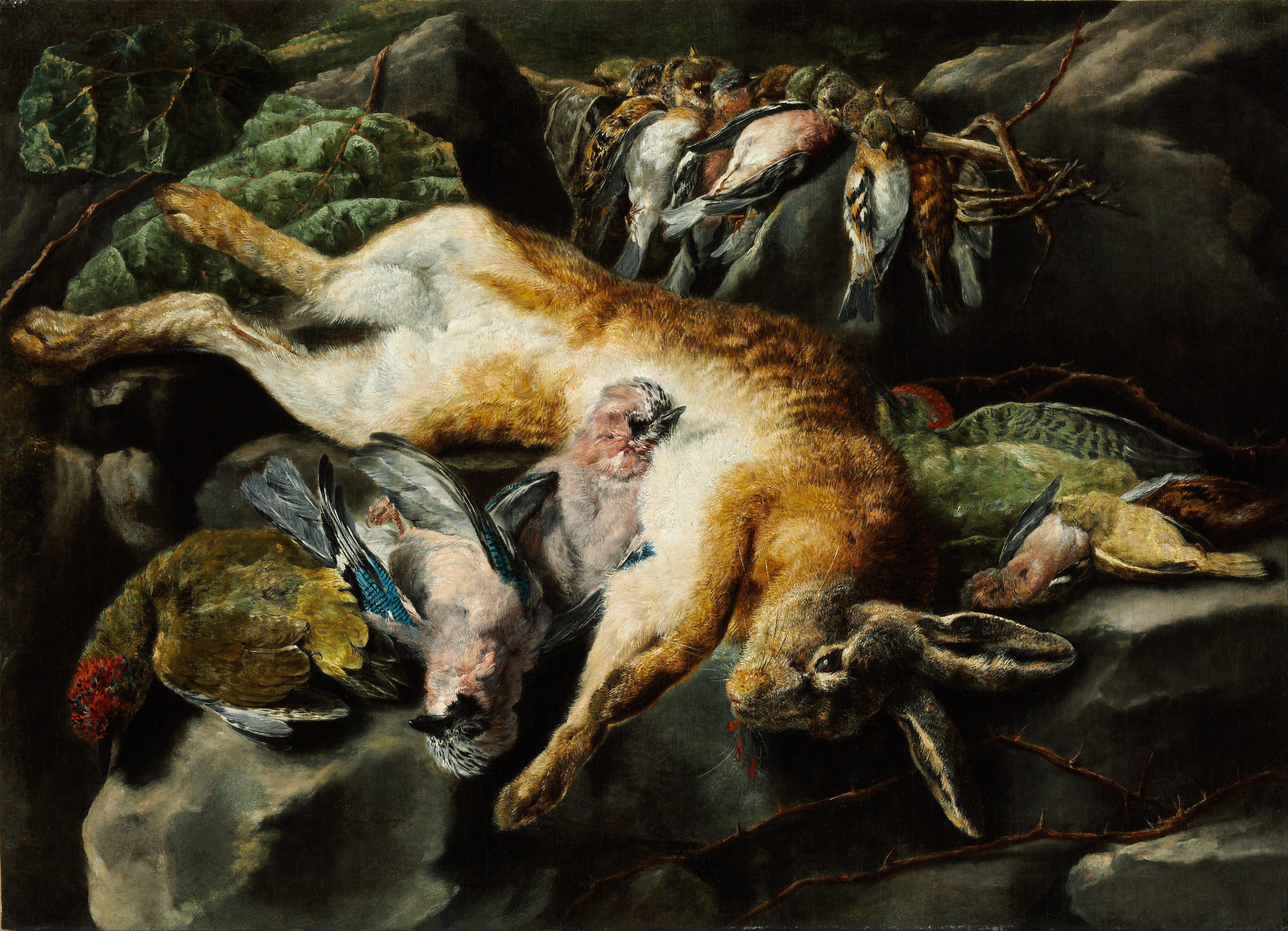
Elejtett nyúl és madarak (Szépművészeti Múzeum, Budapest)
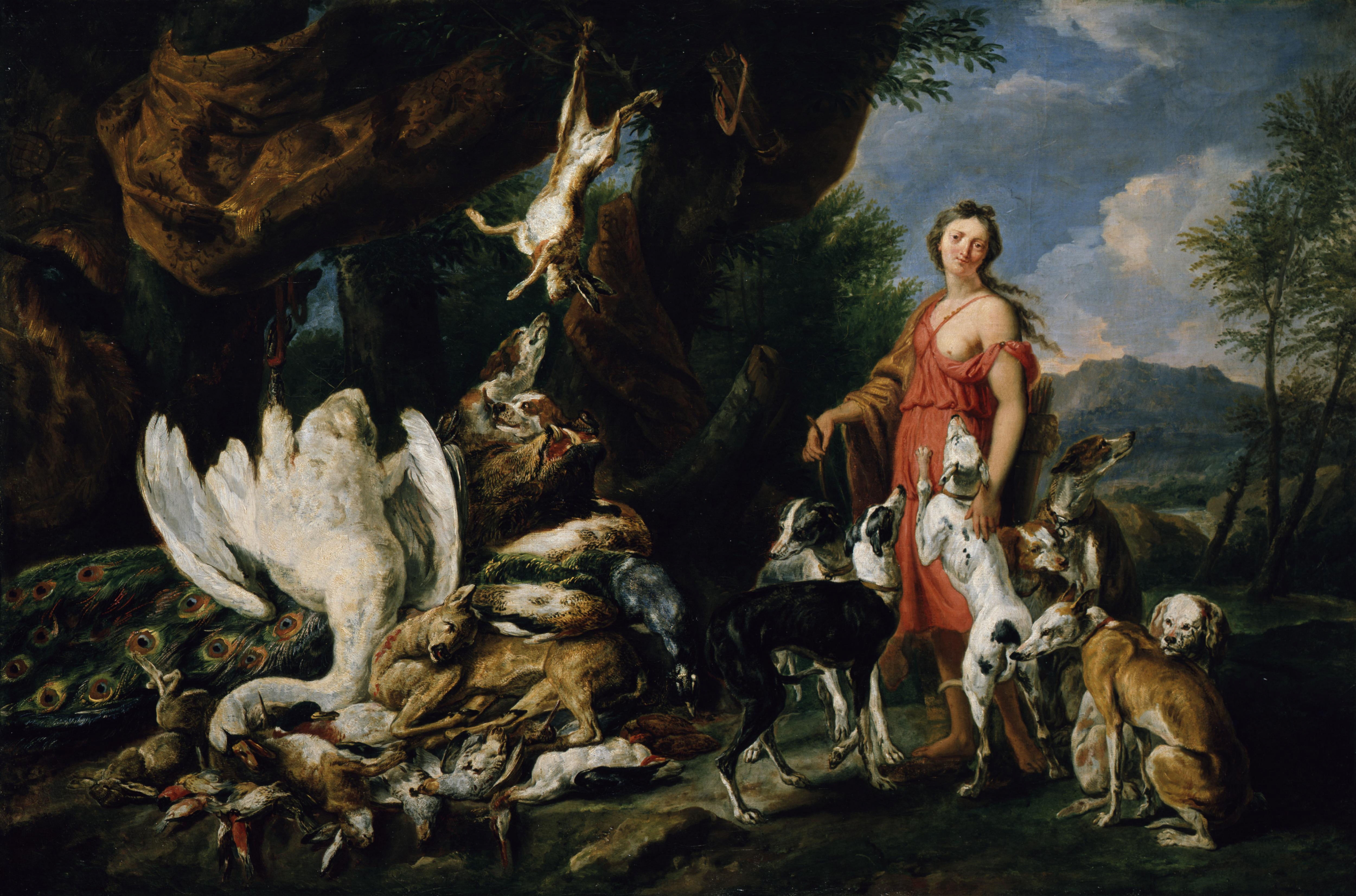
Diána az ő vadászkutyáival öleti a vadakat (Gemäldegalerie (Berlin))